# Jennifer Lawrence

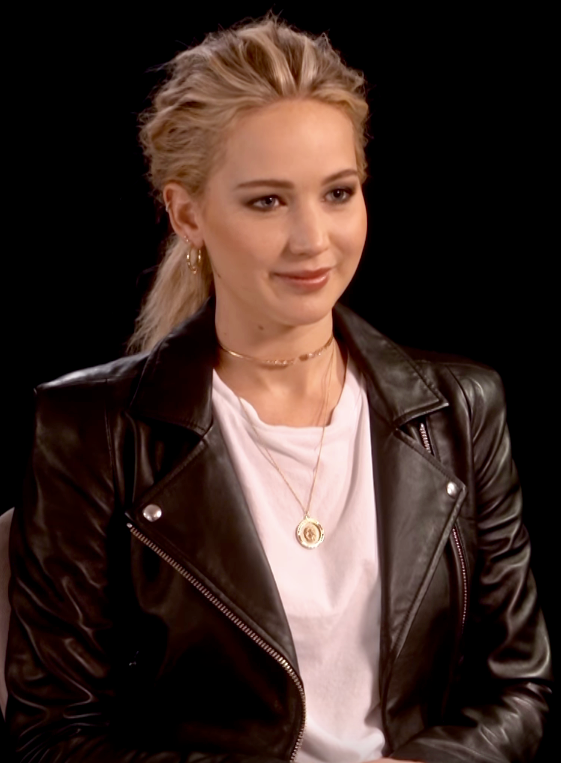
Jennifer Lawrence în 2018

Jennifer Shrader Lawrence (n. 15 august 1990, Indian Hills⁠(d), Kentucky, SUA), cunoscută ca Jennifer Lawrence,  este o actriță americană de film, voce și televiziune.

## Biografie
Jennifer Lawrence Shrader, născută la 15 august 1990 în Louisville, Kentucky, este o actriță americană. La vârsta de 14 ani a decis să urmeze o carieră în actorie și își convinge părinții să o ducă în New York pentru a găsi un agent de talente. Deși ea nu a avut experiență în actorie, a primit multe laude de la agenția pentru care a dat audiții. A absolvit liceul doi ani mai devreme pentru a începe o carieră în actorie.
Primul său rol important a fost ca unul din membrii echipei de bază a distribuției serialului de televiziune The Bill Engvall Show (2007 – 2009) al canalului de televiziune TBS. Actrița a mai apărut în filmele independente The Burning Plain (în 2008) și Winter's Bone (în 2010), pentru care a primit nominalizări pentru Premiul Oscar, Globul de Aur, Premiul Satellite, Independent Spirit Award și Screen Actors Guild Award pentru cea mai bună actriță.
La vârsta de 20 de ani, Jennifer Lawrence devenise a doua cea mai tânără actriță vreodată nominalizată pentru Premiul Oscar pentru cea mai bună actriță. La vârsta de 22 de ani, Jennifer Lawrence a primit Premiul Oscar pentru rolul principal din comedia romantică Silver Linings Playbook (2012). Actrița, care fusese foarte apreciată pentru acel rol, a mai primit ulterior și Globul de Aur, Screen Actors Guild Award, Satellite Award și Independent Spirit Award for Best Actress, printre alte aprecieri, făcând din ea cea mai tânără persoană vreodată nominalizată pentru două Premii Oscar pentru cea mai bună actriță și cea de-a doua cea mai tânără actriță, care să câștige premiul. Este, de asemenea, cunoscută ca fiind considerată drept cea mai frumoasă femeie din statul său natal, Kentucky.

## Filmografie

### Film
| An   | Titlu                                 | Rol                        | Regizor           | Note |
| ---- | ------------------------------------- | -------------------------- | ----------------- | ---- |
| 2008 | Garden Party                          | Tiffany "Tiff"             | Jason Freeland    |      |
| 2008 | The Poker House                       | Agnes                      | Lori Petty        |      |
| 2008 | The Burning Plain                     | Mariana                    | Guillermo Arriaga |      |
| 2010 | Winter's Bone                         | Ree Dolly                  | Debra Granik      |      |
| 2011 | Like Crazy                            | Sam                        | Drake Doremus     |      |
| 2011 | The Beaver                            | Norah                      | Jodie Foster      |      |
| 2011 | X-Men: First Class                    | Raven Darkhölme / Mystique | Matthew Vaughn    |      |
| 2012 | The Hunger Games                      | Katniss Everdeen           | Gary Ross         |      |
| 2012 | Silver Linings Playbook               | Tiffany Maxwell            | David O. Russell  |      |
| 2012 | House at the End of the Street        | Elissa Cassidy             | Mark Tonderai     |      |
| 2013 | The Devil You Know                    | Young Zoe Hughes           | James Oakley      |      |
| 2013 | The Hunger Games: Catching Fire       | Katniss Everdeen           | Francis Lawrence  |      |
| 2013 | American Hustle                       | Rosalyn Rosenfeld          | David O. Russell  |      |
| 2014 | X-Men: Days of Future Past            | Raven Darkhölme / Mystique | Bryan Singer      |      |
| 2014 | Serena                                | Serena Pemberton           | Susanne Bier      |      |
| 2014 | The Hunger Games: Mockingjay – Part 1 | Katniss Everdeen           | Francis Lawrence  |      |
| 2015 | Dior and I                            | Herself                    | Frédéric Tcheng   |      |
| 2015 | The Hunger Games: Mockingjay – Part 2 | Katniss Everdeen           | Francis Lawrence  |      |
| 2015 | Joy                                   | Joy Mangano                | David O. Russell  |      |
| 2016 | A Beautiful Planet                    | Narrator                   | Toni Myers        |      |
| 2016 | X-Men: Apocalypse                     | Raven Darkhölme / Mystique | Bryan Singer      |      |
| 2016 | Passengers                            | Aurora Lane                | Morten Tyldum     |      |
| 2017 | Mamă!                                 | mama                       | Darren Aronofsky  |      |
| 2018 | Red Sparrow                           | Dominika Egorova           | Francis Lawrence  |      |
| 2018 | X-Men: Dark Phoenix                   | Raven Darkhölme / Mystique | Simon Kinberg     |      |
| 2021 | Nu priviți în sus                     | Kate Dibiasky              | Adam McKay        |      |
| 2022 | Causeway                              | Lynsey                     | Lila Neugebauer   |      |

### Televiziune
| An        | Titlu                        | Rol            | Note                                        |
| --------- | ---------------------------- | -------------- | ------------------------------------------- |
| 2006      | Company Town                 | Caitlin        | Unsold TV pilot                             |
| 2007      | Not Another High School Show | Frantic girl   | Unsold TV pilot                             |
| 2006      | Monk                         | Mascot         | Episodul: "Mr. Monk and the Big Game"       |
| 2007      | Medium                       | Claire Chase   | Episodul: "Mother's Little Helper"          |
| 2007      | Cold Case                    | Abby Bradford  | Episodul: "A Dollar, a Dream"               |
| 2007–2009 | The Bill Engvall Show        | Lauren Pearson | 30 episoade                                 |
| 2008      | Medium                       | Young Allison  | Episodul: "But for the Grace of God"        |
| 2013      | Saturday Night Live          | Host           | Episodul: "Jennifer Lawrence/The Lumineers" |

## Premii și nominalizări

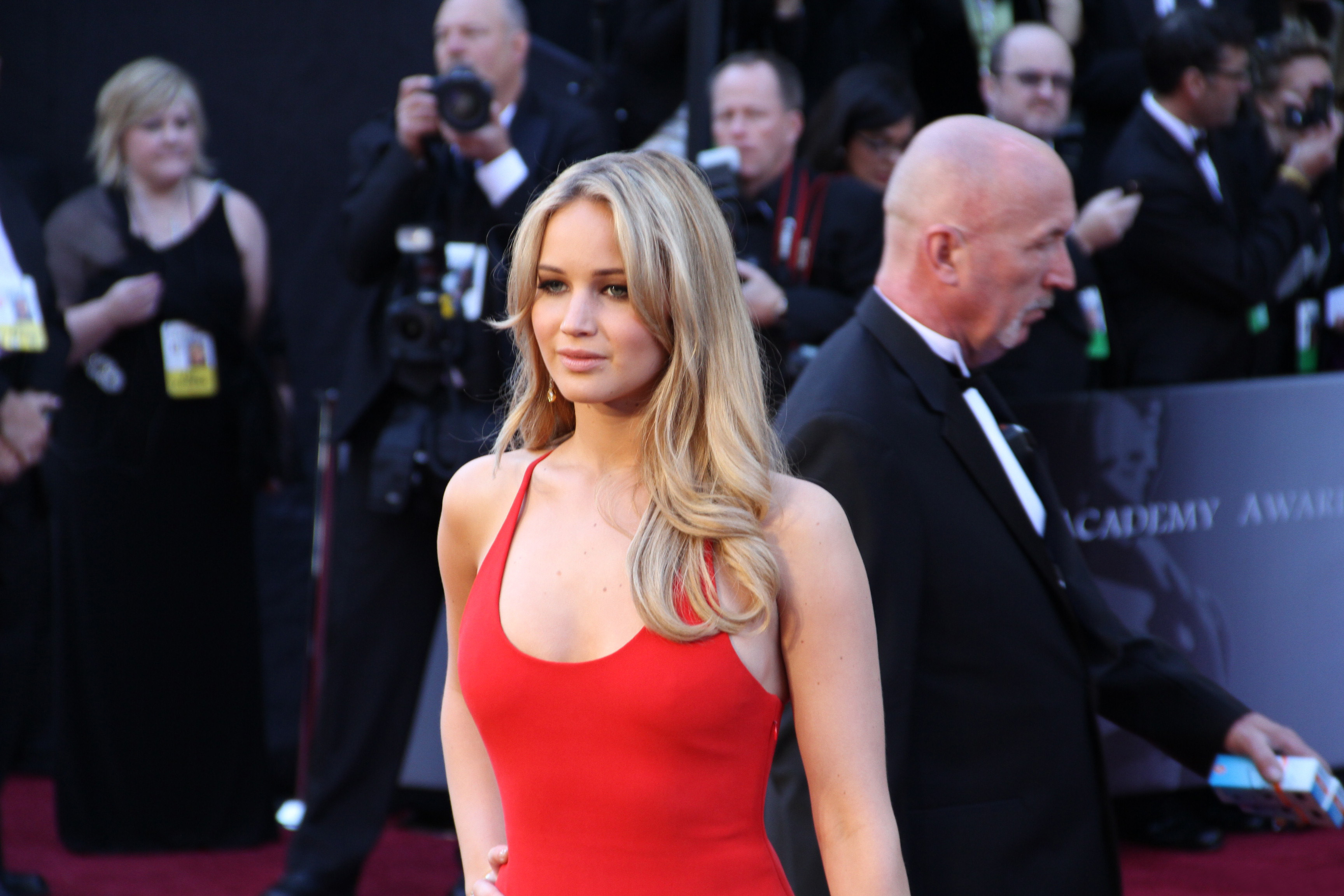
Jennifer Lawrence la a 83-a gală a Premiilor Oscar, 2011

Lawrence este deținătoarea următoarelor premii: un Academy Award, două Golden Globe Award, un Screen Actors Guild Award, trei Critic's Choice Movie Awards, un Independent Spirit Award, un Venice Film Festival Award, un Palm Springs International Film Festival Award, un Satellite Award și a altor premii. A fost mult mai adesea nominalizată pentru diferite premii.